# Mohammed Ameen
Mohammed Ameen Haidar (en árabe: محمد أمين) (Yeda, Arabia Saudita, 29 de abril de 1980) es un exfutbolista saudí que jugaba en la posición de centrocampista.

## Clubes
| Club                       | País           | Año       |
| -------------------------- | -------------- | --------- |
| Al-Ittihad Jeddah Club     | Arabia Saudita | 1999-2009 |
| Al-Hazem Sport Club        | Arabia Saudita | 2009-2010 |
| Al-Qadisiyah Football Club | Arabia Saudita | 2010-2011 |